# Portrait d'un moine
Portrait d'un moine est un tableau peint par un suiveur de El Greco entre 1600 et 1650. Il mesure 35 cm de haut sur 26 cm de large. Il est conservé au musée du Prado à Madrid.